# Тханджавур
Тханджавур (англ. Thanjavur, таміл. தஞ்சாவூர்б Tañcāvūr) — місто в Індії, адміністративний центр округу Тханджавур в штаті Таміл-Наду, розташоване в гирлі річки Кавері, одній з рисових житниць Південної Азії. Населення становить 216 тис. осіб станом на 2001 рік. Танджавуру належить визначна роль в історії Південної Індії. З 9 по 11 століття він служив столицею держави Чола. Про ту давню епоху нагадує 66-метровий гранітний храм Брахідеешварар — один із пам'ятників Світової спадщини ЮНЕСКО. З інших пам'ятників старовини також відома віджаянаґарська фортеця і резиденція маратхського раджі. У сучасному Танджавурі розвинені килимоткацтво та ювелірна справа. З кожним роком зростає туризм.
| Індія | Це незавершена стаття з географії Індії. Ви можете допомогти проєкту, виправивши або дописавши її. |